# Freihaslach
Freihaslach (fränkisch: Freehosla bzw. Freihosla) ist ein Gemeindeteil des Marktes Burghaslach im Landkreis Neustadt an der Aisch-Bad Windsheim (Mittelfranken, Bayern). Die Gemarkung Freihaslach hat eine Fläche von 7,287 km². Sie ist in 617 Flurstücke aufgeteilt, die eine durchschnittliche Fläche von 11810,55 m² haben. In ihr liegt neben dem namensgebenden Ort der Gemeindeteil Münchhof.

## Lage
Das Dorf liegt am Freihaslacher Bach, einem linken Zufluss der Haslach, und ist im Norden wie auch Süden von Erhebungen des Steigerwaldes flankiert. Die Staatsstraße 2256 führt zur Staatsstraße 2261 bei Burghaslach (1,6 km südöstlich) bzw. nach Münchhof (1,5 km westlich). Eine Gemeindeverbindungsstraße führt nach Sixtenberg (3,1 km nordwestlich).

## Naturschutzgebiet

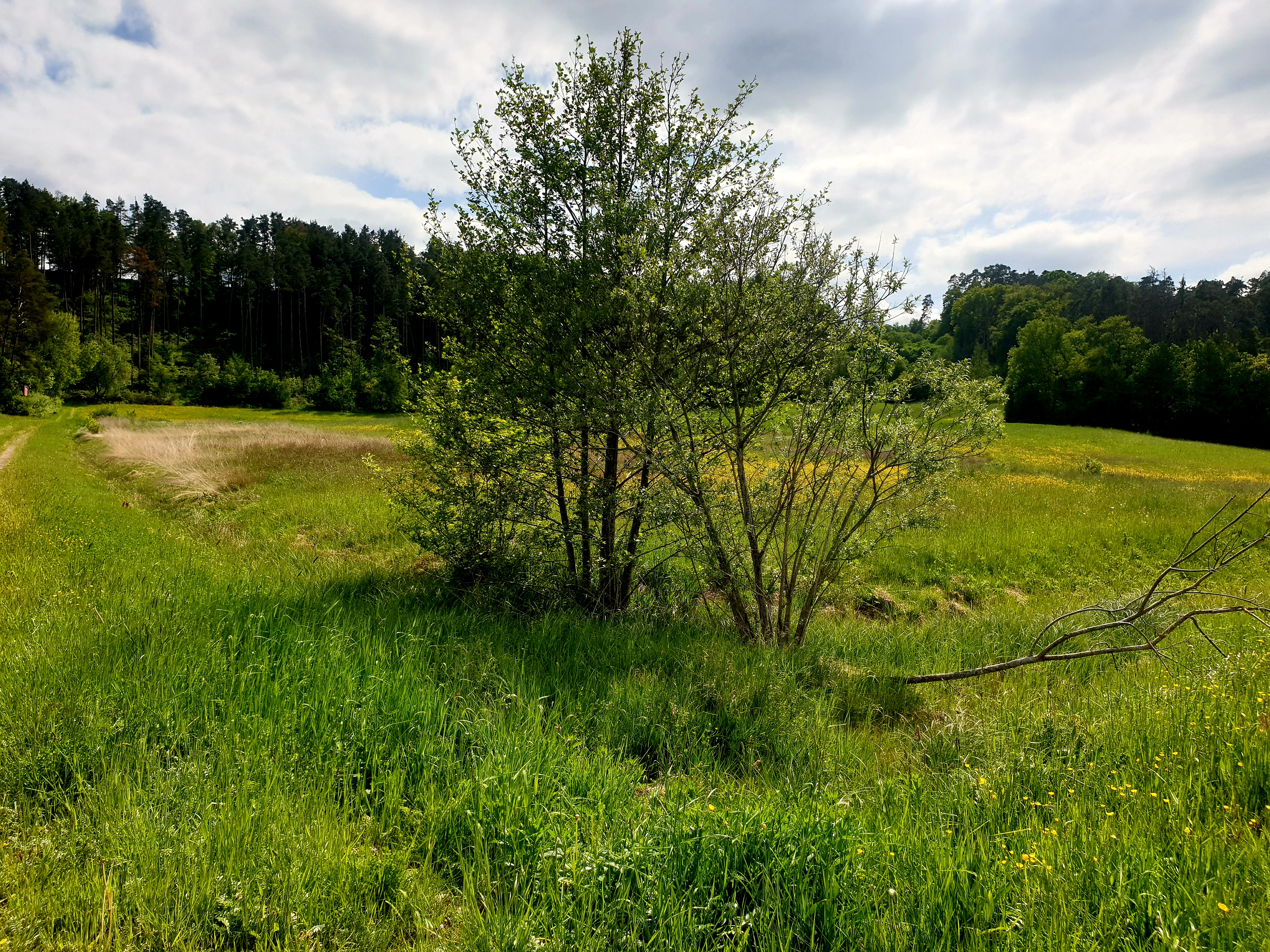
Feuchtgebiet Freihaslach

Südlich des Ortes erstreckt sich der geschützte Landschaftsbestandteil 'Feuchtgebiet bei Freishaslach', welcher eine Fläche von ungefähr 0,8 Hektar umfasst. Dieses Schutzgebiet ist von erheblicher Bedeutung, da es verschiedene Arten und Lebensräume beherbergt, die gemäß den Richtlinien zur Erhaltung der natürlichen Lebensräume sowie der wildlebenden Tiere und Pflanzen (FFH-Richtlinie) geschützt sind.

## Geschichte
Der Ort wurde 1136 als „Frîenhasala“ erstmals urkundlich erwähnt. Der zugrundeliegende Gewässername bezeichnet einen mit Haselstauden umsäumten Bach. Laut dieser Urkunde übergibt „Arnoldus quidem liber homo“ seinen Besitz an das Kloster Michelsberg. Bis ins 16. Jahrhundert hinein war der Besitz ein Freieigen von Angehörigen des Niederadels. Das Bestimmungswort des Ortsnamens „Frei-“ könnte auf eine ursprüngliche Königsfreiheit verweisen, wofür es aber für diesen Ort keine eindeutigen Belege gibt. Der Ort gehörte ab dem 16. Jahrhundert zum Fraischbezirk der Castellischen Cent Burghaslach. Zugleich hatte das Castellische Amt Breitenlohe grundherrschaftliche Ansprüche. Daneben waren noch die Fürsten von Schwarzenberg, der Hochstift Würzburg und das Amt Gremsdorf des Klosters Michelsberg begütert.
Im Rahmen des Gemeindeedikts (frühes 19. Jahrhundert) wurde Freihaslach dem Steuerdistrikt Burghaslach zugeordnet. Zugleich entstand die Ruralgemeinde Freihaslach, zu der Münchhof gehörte. Sie unterstand in Verwaltung und Gerichtsbarkeit dem Herrschaftsgericht Burghaslach. und in der Finanzverwaltung dem Rentamt Scheinfeld, nach dessen Auflösung im Jahr 1818 dem Rentamt Iphofen. Nach 1829, jedoch vor 1837 wurde Sixtenberg von Wasserberndorf nach Freihaslach umgemeindet. 1852 kam Freihaslach an das Landgericht Scheinfeld. Für die Verwaltung war ab 1862 das Bezirksamt Scheinfeld (1939 in Landkreis Scheinfeld umbenannt) und für die Finanzverwaltung ab 1879 das Rentamt Markt Bibart zuständig (1919–1929: Finanzamt Markt Bibart, 1929–1972: Finanzamt Neustadt an der Aisch, seit 1972: Finanzamt Uffenheim). Die Gerichtsbarkeit blieb beim Landgericht Scheinfeld, mit dessen Auflösung übernahm diese 1879 das Amtsgericht Scheinfeld. Die Gemeinde hatte 1964 eine Gebietsfläche von 8,364 km². Am 31. Dezember 1971 wurde die Gemeinde im Zuge der Gebietsreform in Bayern aufgelöst: Freihaslach und Münchhof wurden nach Burghaslach eingegliedert, Sixtenberg nach Geiselwind.

### Ehemalige Baudenkmäler
- Haus Nr. 1: Erdgeschossiges Wohnstallhaus mit Satteldach auf profilierter Holztraufe, erbaut wohl in der ersten Hälfte des 19. Jahrhunderts. Auf jeder Traufseite zwei stehende Gaupen. Verputzter Massivbau von sieben zu drei Achsen. Gegen die Straße zu zweiachsiger eingeschossiger Zwerchgiebel in Fachwerk. Schlussstein im Türsturz bezeichnet „Bernhard Rost“; Schriftcharakter erste Hälfte des 19. Jahrhunderts.[15]
- Haus Nr. 18: Originelles Gemeindehaus des 18./19. Jahrhunderts, baufällig. Erdgeschossiger verputzter Massivbau mit unregelmäßig verzahnten Eckquadern; Traufseite fünfachsig mit zwei Türen. Über dem Gebäudeteil an der Straße aufgesetztes Fachwerkgeschoss von einer zu zwei Achsen, mit zweidrittel- und wandhohen Streben. Einhüftiges Satteldach mit Giebel zur Straße; unter der Giebelluke Ziffernblatt; über der Spitze Dachreiter mit Zeltdach auf profiliertem hölzernem Traufgesims; Knauf auf hoher Stange.[15]

### Einwohnerentwicklung
Gemeinde Freihaslach
| Jahr      | 1818   | 1840   | 1852   | 1855   | 1861   | 1867   | 1871   | 1875   | 1880   | 1885   | 1890   | 1895   | 1900   | 1905   | 1910   | 1919   | 1925   | 1933   | 1939   | 1946   | 1950   | 1952   | 1961   | 1970   |
| Einwohner | 216    | 271    | 275    | 278    | 282    | 285    | 282    | 293    | 295    | 300    | 294    | 277    | 278    | 260    | 247    | 249    | 231    | 220    | 205    | 269    | 251    | 232    | 194    | 160    |
| Häuser    | 39     | 39     |        |        |        |        | 44     |        |        | 48     | 48     |        | 47     |        |        |        | 47     |        |        |        | 41     |        | 41     |        |
| Quelle    | [ 10 ] | [ 17 ] | [ 18 ] | [ 18 ] | [ 19 ] | [ 20 ] | [ 21 ] | [ 22 ] | [ 23 ] | [ 24 ] | [ 25 ] | [ 18 ] | [ 26 ] | [ 18 ] | [ 27 ] | [ 18 ] | [ 28 ] | [ 18 ] | [ 18 ] | [ 18 ] | [ 29 ] | [ 18 ] | [ 12 ] | [ 30 ] |

Ort Freihaslach
| Jahr      | 001818 | 001840 | 001861 | 001871 | 001885 | 001900 | 001925 | 001950 | 001961 | 001970 | 001987 |
| Einwohner | 102    | 128    | 128    | 130    | 132    | 124    | 102    | 104    | 80     | 58     | 44     |
| Häuser    | 19     | 19     |        |        | 23     | 22     | 23     | 19     | 19     |        | 18     |
| Quelle    | [ 10 ] | [ 17 ] | [ 19 ] | [ 21 ] | [ 24 ] | [ 26 ] | [ 28 ] | [ 29 ] | [ 12 ] | [ 30 ] | [ 31 ] |

## Religion
Freihaslach ist seit der Reformation evangelisch-lutherisch geprägt und nach St. Ägidius (Burghaslach) gepfarrt.